# Gobiesocídeos
Gobiesocídeos (Gobiesocidae) são uma família de peixes teleósteos perciformes da subordem Gobiesocoidei. São popularmente conhecidos como peixes-ventosa devido ao disco sugador em seu ventre, embora o termo geralmente se aplique mais especificamente à espécie Gobiesox barbatulus. Também são conhecidos como gobiesocídeos.

## Habitat
Ocorrem nas águas rasas dos oceanos Atlântico, Pacífico, além de existirem umas poucas espécies de água doce. Algumas espécies vivem associadas a invertebrados, como ouriços-do-mar e lírios-do-mar, às quais se aderem através de seu disco sugador. Outras espécies freqüentemente se aderem a pedras e corais.

## Descrição
Espécies dessa família freqüentemente possuem barbatanas pélvicas, modificadas para a forma de um disco sugador. Também possui uma barbatana dorsal, sem espinha. Não possui escamas na cabeça e no corpo. 

## Classificação

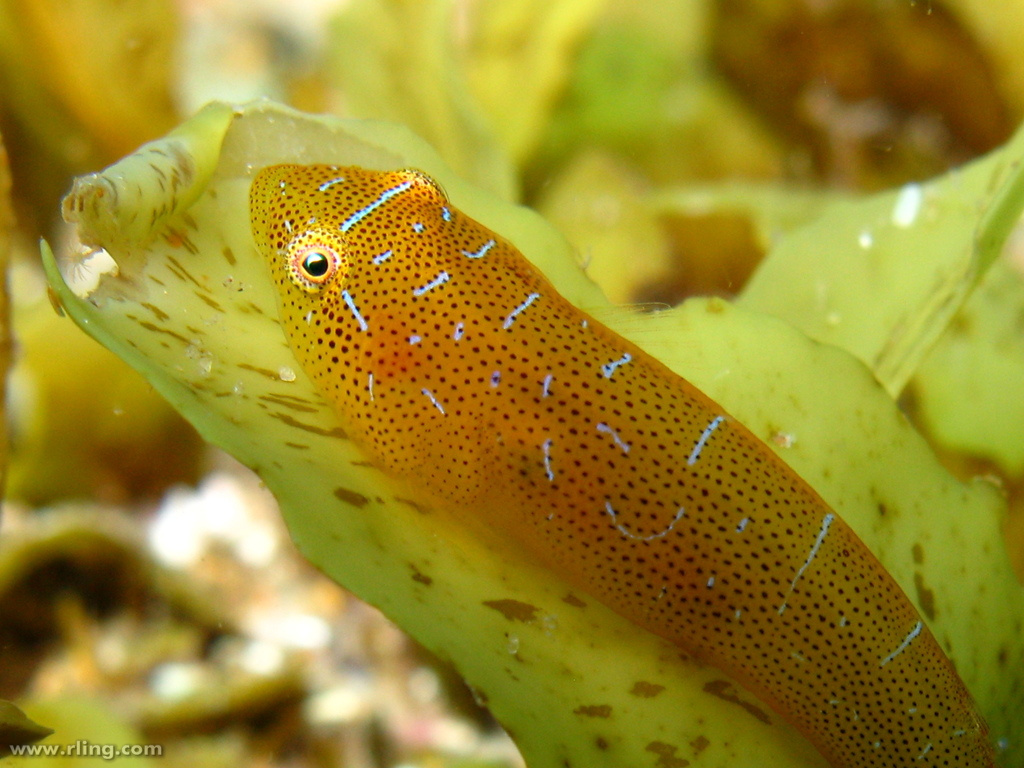
Cochleoceps orientalis

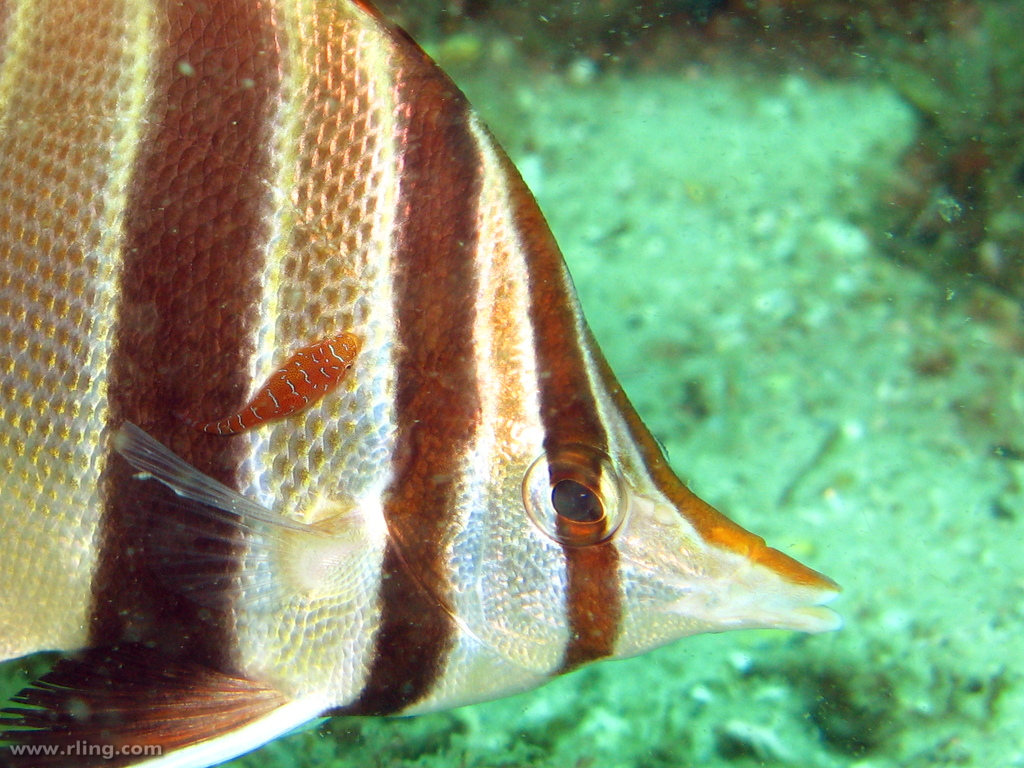
Chelmonops truncatus sendo "limpo" por Cochleoceps orientalis

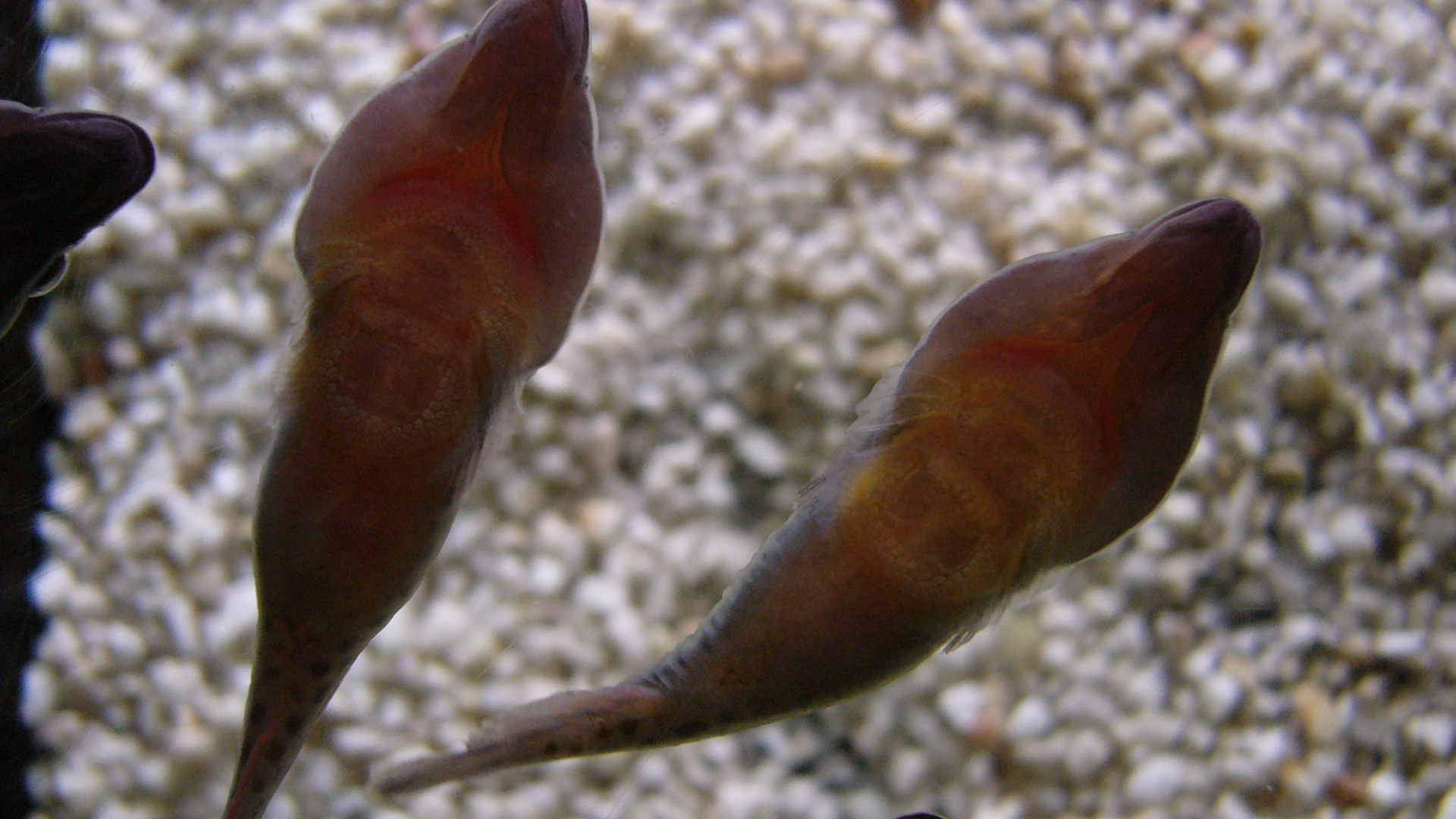
Espécimes do gênero Lepadogaster

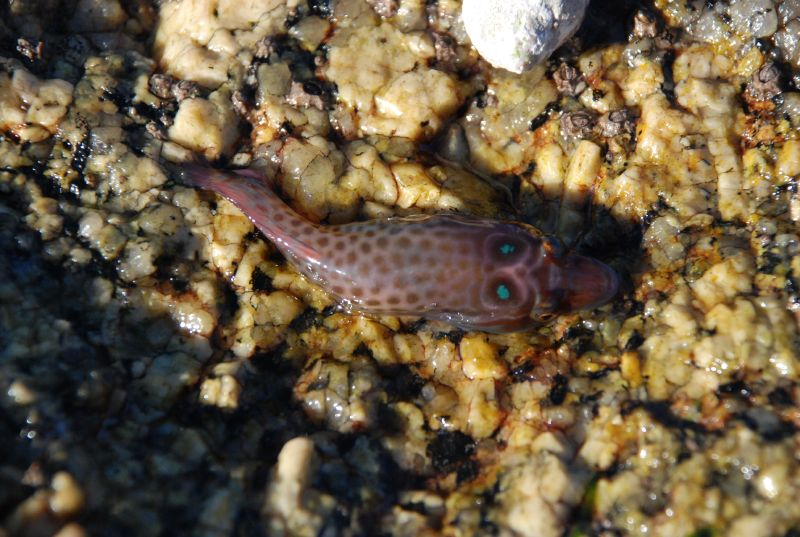
Lepadogaster lepadogaster

A classificação dos gobiesocídeos varia. FishBase, um reconhecido banco de dados sobre peixes, põe Gobiesocidae como a única família na ordem Gobiesociformes. Já ITIS coloca a família na subordem Gobiesocoidei da ordem dos Perciformes.
FishBase lista cerca de 152 espécies distribuídas por 45 gêneros:
- Gênero Acyrtops
  - Acyrtops amplicirrus
  - Acyrtops beryllinus
- Gênero Acyrtus
  - Acyrtus artius
  - Acyrtus pauciradiatus
  - Acyrtus rubiginosus
- Gênero Alabes
  - Alabes bathys
  - Alabes brevis
  - Alabes dorsalis
  - Alabes elongata
  - Alabes gibbosa
  - Alabes hoesei
  - Alabes obtusirostris
  - Alabes occidentalis
  - Alabes parvulus
  - Alabes scotti
  - Alabes springeri
- Gênero Apletodon
  - Apletodon dentatus bacescui
  - Apletodon dentatus dentatus
  - Apletodon incognitus
  - Apletodon microcephalus
  - Apletodon pellegrini
- Gênero Arcos
  - Arcos decoris
  - Arcos erythrops
  - Arcos macrophthalmus
  - Arcos poecilophthalmos
  - Arcos rhodospilus
- Gênero Aspasma
  - Aspasma minima
- Gênero Aspasmichthys
  - Aspasmichthys ciconiae
- Gênero Aspasmodes
  - Aspasmodes briggsi
- Gênero Aspasmogaster
  - Aspasmogaster costata
  - Aspasmogaster liorhyncha
  - Aspasmogaster occidentalis
  - Aspasmogaster tasmaniensis
- Gênero Chorisochismus
  - Chorisochismus dentex
- Gênero Cochleoceps
  - Cochleoceps bassensis
  - Cochleoceps bicolor
  - Cochleoceps orientalis
  - Cochleoceps spatula
  - Cochleoceps viridis
- Gênero Conidens
  - Conidens laticephalus
  - Conidens samoensis
- Gênero Creocele
  - Creocele cardinalis
- Gênero Dellichthys
  - Dellichthys morelandi
- Gênero Derilissus
  - Derilissus altifrons
  - Derilissus kremnobates
  - Derilissus nanus
  - Derilissus vittiger
- Gênero Diademichthys
  - Diademichthys lineatus
- Gênero Diplecogaster
  - Diplecogaster bimaculata bimaculata
  - Diplecogaster bimaculata euxinica
  - Diplecogaster bimaculata pectoralis
  - Diplecogaster ctenocrypta
  - Diplecogaster megalops
- Gênero Diplocrepis
  - Diplocrepis puniceus
- Gênero Discotrema
  - Discotrema crinophila
- Gênero Eckloniaichthys
  - Eckloniaichthys scylliorhiniceps
- Gênero Gastrocyathus
  - Gastrocyathus gracilis
- Gênero Gastrocymba
  - Gastrocymba quadriradiata
- Gênero Gastroscyphus
  - Gastroscyphus hectoris
- Gênero Gobiesox
  - Gobiesox adustus
  - Gobiesox aethus
  - Gobiesox barbatulus
  - Gobiesox canidens
  - Gobiesox crassicorpus
  - Gobiesox daedaleus
  - Gobiesox eugrammus
  - Gobiesox fluviatilis
  - Gobiesox fulvus
  - Gobiesox juniperoserrai
  - Gobiesox juradoensis
  - Gobiesox lucayanus
  - Gobiesox maeandricus
  - Gobiesox marijeanae
  - Gobiesox marmoratus
  - Gobiesox mexicanus
  - Gobiesox milleri
  - Gobiesox multitentaculus
  - Gobiesox nigripinnis
  - Gobiesox nudus
  - Gobiesox papillifer
  - Gobiesox pinniger
  - Gobiesox potamius
  - Gobiesox punctulatus
  - Gobiesox rhessodon
  - Gobiesox schultzi
  - Gobiesox stenocephalus
  - Gobiesox strumosus
  - Gobiesox woodsi
- Gênero Gouania
  - Gouania willdenowi
- Gênero Gymnoscyphus
  - Gymnoscyphus ascitus
- Gênero Haplocylix
  - Haplocylix littoreus
- Gênero Kopua
  - Kopua kuiteri
  - Kopua nuimata
- Gênero Lecanogaster
  - Lecanogaster chrysea
- Gênero Lepadichthys
  - Lepadichthys bolini
  - Lepadichthys caritus
  - Lepadichthys coccinotaenia
  - Lepadichthys ctenion
  - Lepadichthys erythraeus
  - Lepadichthys frenatus
  - Lepadichthys lineatus
  - Lepadichthys minor
  - Lepadichthys sandaracatus
  - Lepadichthys springeri
- Gênero Lepadogaster
  - Lepadogaster candolii
  - Lepadogaster lepadogaster
  - Lepadogaster purpurea
  - Lepadogaster zebrina
- Gênero Liobranchia
  - Liobranchia stria
- Gênero Lissonanchus
  - Lissonanchus lusheri
- Gênero Modicus
  - Modicus minimus
  - Modicus tangaroa
- Gênero Opeatogenys
  - Opeatogenys cadenati
  - Opeatogenys gracilis
- Gênero Parvicrepis
  - Parvicrepis parvipinnis
- Gênero Pherallodichthys
  - Pherallodichthys meshimaensis
- Gênero Pherallodiscus
  - Pherallodiscus funebris
  - Pherallodiscus varius
- Gênero Pherallodus
  - Pherallodus indicus
  - Pherallodus smithi
- Gênero Posidonichthys
  - Posidonichthys hutchinsi
- Gênero Propherallodus
  - Propherallodus briggsi
- Gênero Rimicola
  - Rimicola cabrilloi
  - Rimicola dimorpha
  - Rimicola eigenmanni
  - Rimicola muscarum
  - Rimicola sila
- Gênero Sicyases
  - Sicyases brevirostris
  - Sicyases hildebrandi
  - Sicyases sanguineus
- Gênero Tomicodon
  - Tomicodon absitus
  - Tomicodon abuelorum
  - Tomicodon australis
  - Tomicodon bidens
  - Tomicodon boehlkei
  - Tomicodon briggsi
  - Tomicodon chilensis
  - Tomicodon clarkei
  - Tomicodon cryptus
  - Tomicodon eos
  - Tomicodon fasciatus
  - Tomicodon humeralis
  - Tomicodon lavettsmithi
  - Tomicodon leurodiscus
  - Tomicodon myersi
  - Tomicodon petersii
  - Tomicodon prodomus
  - Tomicodon reitzae
  - Tomicodon rhabdotus
  - Tomicodon rupestris
  - Tomicodon vermiculatus
  - Tomicodon zebra
- Gênero Trachelochismus
  - Trachelochismus melobesia
  - Trachelochismus pinnulatus